# Campanula reiseri
Campanula reiseri är en klockväxtart som beskrevs av Eugen von Halácsy. Campanula reiseri ingår i släktet blåklockor, och familjen klockväxter. Inga underarter finns listade i Catalogue of Life.